# Афрички француски језик
Француски језик у Африци као матерњи или страни језик говори око 115 милиона људи у 27 земаља, као и у француским територијама Реинион и Мајот. По томе је Африка континент на коме има више говорника француског језика него у Европи или Америци. Овај број ће се вероватно повећавати због раста становништва у Африци и због свеобухватнијег школовања. 

## Француски језик у Африци
Француски језик је дошао у Африку преко колонијалних сила Француске и Белгије и у почетку био други језик становништва. Временом је постао матерњи и главни језик становништва у неким регионима (пример: Абиџан, Обала Слоноваче). У другим случајевима, рецимо у земљама Магреба, постао је главни језик образоване елите, док га је остатак становништва познавао као други језик. Негде је француски био неутрални језик који је служио за комуникацију између различитих језичких група, рецимо у Габону. У свим франкофонским земљама Африке француски је језик вишег образовања, медија (телевизије, радија, штампе) и администрације. 
Француски језик се наметнуо као важан језик у пар земаља које нису биле колоније Француске ни Белгије. Такве су Зеленортска Острва, Гвинеја Бисао, Сао Томе и Принсипе, Гана и Мозамбик. 

## Варијанте
Француски језик у Африци показује локалне варијације речника, граматичких структура и акцента које се разликују од француског језика у Европи. Можда би било правилније рећи „француски језици у Африци“ да би се описала ова разноликост. 
Препознатљиве су три главне верзије француског језика у Африци: 
- Магреб француски (Мароко, Алжир, Тунис, Мауританија) - 36 милиона говорника
- Субсахарски француски (користи се у Западној и Централној Африци) - 75 милиона говорника
- Француски језик у региону Индијског океана (Мадагаскар, Маурицијус Сејшели, Реинион, Комори) - 1,6 милиона говорника

У региону Индијског океана се говоре и креолски језици који се базирају на француском. 

### Карактеристике
Слово »Р«  се у афричком француском обично изговара као алвеоларан сугласник, док се у Европи изговара као глотални. 
Неке речи имају другачије значење. Рецимо: présentement значи „одмах“ у европском француском, док у Африци значи „у ствари“. 
Говорници из виших класа често говоре врло формални француски са наглашеном старомодном интонацијом. 